# Cyrtandra flabelligera
Cyrtandra flabelligera är en tvåhjärtbladig växtart som beskrevs av Ridley. Cyrtandra flabelligera ingår i släktet Cyrtandra och familjen Gesneriaceae. Inga underarter finns listade i Catalogue of Life.